# I Am One
I Am One è il ventunesimo singolo degli W.A.S.P..
Registrata live nel 1992 al Monsters of Rock, la canzone è stata pubblicata per la prima volta nell'album The Crimson Idol dello stesso anno. 

## Tracce
1. I Am One – 5:26
2. The Invisible Boy (live) – 4:18
3. The Real Me (live) – 3:57
4. The Great Misconceptions of Me (live) – 9:39

## Formazione
- Blackie Lawless - voce, chitarra, basso, tastiera
- Bob Kulick - chitarra
- Frankie Banali - batteria
- Stet Howland - batteria